# Aeroportul Kiunga
Aeroportul Kiunga (IATA: UNG, ICAO: AYKI) este un aeroport din Western Province⁠(d), Papua Noua Guinee. A fost numit după Kiunga⁠(d).
Situat la o altitudine de 4 m, aeroportul dispune de o singură pistă.